# Elecciones presidenciales de Somalia de 1986

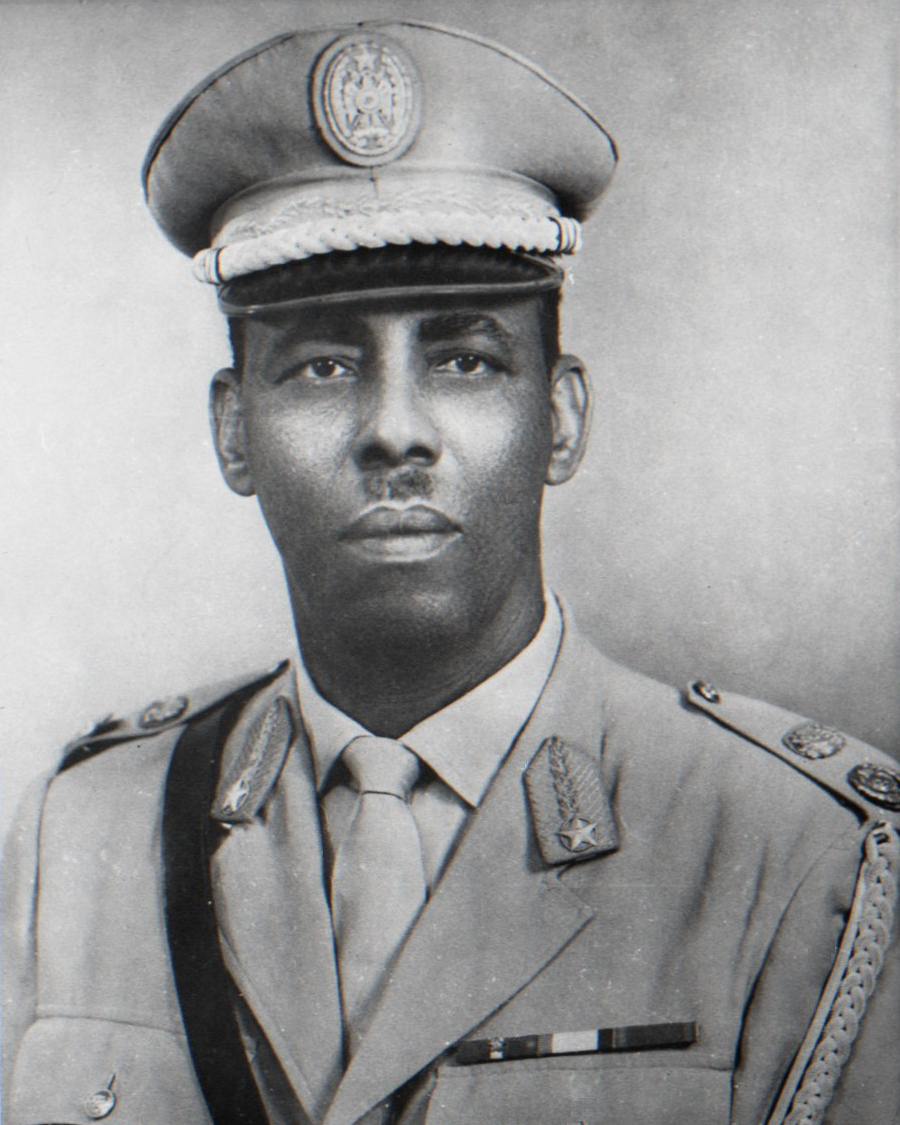
Mohamed Siad Barre, ganó las elecciones, postulandóse como candidato único (tras ello, se le consideró más como un dictador que como presidente). Gobernó hasta el año 1991, cuando fue derrocado por un golpe de Estado.

El 23 de diciembre de 1986, se llevaron a cabo elecciones presidenciales en Somalia, siendo las primeras realizadas públicamente. El país era entonces un estado unipartidista, por lo que el Partido Socialista Revolucionario Somalí (SRSP) era el único partido político legal. Como único candidato, el presidente Mohamed Siad Barre, fue reelegido con menos de 1500 votos en contra de su candidatura.

## Resultados
| Elección              | Votos     | %   |
| --------------------- | --------- | --- |
| Siad Barre            | 4 887 592 | 100 |
| En contra             | 1486      | 0.0 |
| Total                 | 4 889 078 | 100 |
| Fuente: Nohlen et al. |           |     |